# Вили Босковски
Вилибалд Карл Босковски (16. јун 1909 — 21. април 1991) био је аустријски виолиниста и диригент, најпознатији као дугогодишњи диригент Бечког новогодишњег концерта од 1955. до 1979. године.

## Биографија
Босковски је рођен у Бечу, и већ са девет година се придружио Бечкој музичкој академији. Био је концертмајстор Бечке филхармоније од 1939. до 1971. године. Од 1955. године био је диригент Бечког новогодишњег концерта, који је тада углавном био посвећен музици Јохана Штрауса II и његових савременика. Уз Бечку филхармонију, био је и шеф-диригент Бечког Јохан Штраус оркестра до своје смрти. Претеча овог ансамбла био је Штраус оркестар из 19. века који је основао Јохан Штраус I 1835. године. 
У камерном ансамблу предводио је Квартет Босковски са Филипом Матеисом (друга виолина), Гинтером Брајтенбахом (виола) и Николаусом Хибнером (виолончело). Квартет Босковски је заједно са Јоханом Крумпом (контрабас), Алфредом Босковским (кларинет), Јозефом Велебом (рог) и Рудолфом Ханцлом (фагот) сачињавао Бечки октет.
Босковски је од Моцартових композиција снимио сонате за виолину и клавир, са пијанисткињом Лили Краус, као и комплетне композиције за виолину, клавир и виолончело са Краус и Николаусом Хубнером за Француске Дискофиле (фр. Les Discophiles Français). Свирао је у Брамсовом Двоструком концерту у а-молу, оп.102, са Вилхелмом Фуртвенглером.
Месец дана после свог последњег дириговања Бечким новогодишњим концертом, 30. јануара 1979. погодио га је мождани удар, од чега је имао благу парализу десне стране. Октобра 1979, пошто је опоравак био сувише спор, саопштио је своју одлуку да одустане од даљег дириговања и затражио од Лорина Мазела, именованог директора Бечке државне опере, да настави традицију ових концерата.
Преминуо је у Виспу у Валеу (Швајцарска) у 81. години. Сахрањен је на Средишњем бечком гробљу (Улаз 2, Група 33 G, Број 78).

## Стил
Његов стил се допао многим Штраусовим слушаоцима јер је дириговао Штраусову музику у маниру „Стојећих виолиниста“, односно оркестром са виолином, баш као што је Јохан Штраус I популаризовао овај облик дириговања валцерима, полкама и другом музиком за плес. Ову традицију су након очеве смрти наставили Јохан Штраус II и Јозеф Штраус. Босковски је имао наклоност према Штраусовом стилу. Осим валцера породице Штраус, Босковски је снимио циклус од 10 албума комплетних Моцартових игара и маршева. 
Новогодишњи концерт којим је Босковски дириговао 1979. године снимила је уживо Дека Рекордс (енгл. Decca Records), и то у својој првој комерцијалној употреби ПЦМ дигиталног система. Снимак од две плоче је добро примљен. Цитирајући часопис Грамофон (енгл. Gramophone magazine): „... први снимак који је произведен и објављен у Великој Британији коришћењем дигиталног снимка... запањујуће живописан и атмосферски... резултати су феноменални." 